# Krydz Ikwuemesi
Krydz Ikwuemesi (1967) è un artista e curatore nigeriano.

## Biografia
È membro fondatore della Visual Orchestra e dell'International Secretary of the Pan-African Circle of Artists. Inoltre è membro fondatore della President of The Art Republic (ex Art-in-Africa Project), nonché fondatore ed editore della Letter from Africa, la rivista semestrale pubblicata dalla Pan-African Circle of Artists.
Come curatore ha organizzato mostre e laboratori d'arte, dando la possibilità a molti artisti emergenti di farsi conoscere nel circuito artistico. 
Nel 2001, è stato invitato a partecipare dal ministero degli Affari Esteri ad un viaggio studio in Giappone come uno tra i dodici artisti e critici africani che meglio potesse rappresentare le altre culture. Sempre in quell'anno, è stato invitato alla Biennale di Dakar come critico d'arte e scrittore e nel novembre 2002 è stato il curatore della mostra tenutasi dal Pan-African Circle of Artists e dal Centre Soleil d'Afrique in Bamako, di Mali, all'interno dell'Afrika Heritage. Ha vinto una borsa di studio in Storia dell'Arte presso la Central European University di Budapest, in Ungheria.
Recentemente è stato invitato come artist-in-residence al Centrum Arts and Creative Education at Fort Worden State Park a Port Townsend negli USA. Insegna pittura e disegno presso l'Università nigeriana dal 1994 ed è l'ideatore e il curatore dei progetti Afrika Heritage e Overcoming Maps.
Negli ultimi anni, Krydz Ikwuemesi è stato nominato membro del network giapponese sulla conservazione del patrimonio culturale in Africa. Una delle sue ultime mostre è stata, "20th Century Art: a Story from Nigeria" che ha presentato l'arte moderna nigeriana in diverse parti dell'Africa e del mondo tra il 2006 e il 2008. Ikwuemesi ha scritto e pubblicato diverse poesie e più di 70 articoli su giornali, riviste, radio locali e straniere.